# 大江戸勇二
大江戸 勇二（おおえど ゆうじ、1923年11月22日 - 1996年1月4日）は、東京都江東区出身で春日野部屋に所属した大相撲力士。本名は小林 勇（こばやし いさむ）。身長173cm、体重81kg。得意手は左四つ、上手投げ。最高位は西前頭16枚目（1949年10月場所）。

## 来歴
1939年5月場所初土俵。同部屋の栃錦とは共に小柄ということで仲がよく、2人で出世を競い合った。栃錦や常ノ山と2人で初っ切りをしたこともある。ある時に栃錦に「お前が一流の力士になったら東京中を逆立ちして歩いてやる」と賭けをして、横綱へ昇進した栃錦から当時の賭けの話を言われて苦笑したことがある。1948年5月場所新十両、十両は3場所で突破し、1949年5月場所で新入幕を果たした。立ち合いから左四つに組んで上手投げを打つ取り口であったが、軽量であったため幕内では苦戦した。現役晩年は幕下で相撲を取り、1954年1月場所限り引退。引退後は年寄・九重を襲名（後に入間川に変更）、その後は部屋付の親方として元・栃錦の春日野親方を補佐し、協会では長く九州場所担当委員を、停年退職（1988年11月場所）まで務めた。1988年11月場所後には栃剣が入間川を襲名すると伝えられたが、栃剣は実際には襲名せず現役を続行した（後に入間川は吉の谷による借株を経て栃司が襲名した）。

## 主な成績
- 通算成績：153勝176敗15休 勝率.465
- 幕内成績：17勝28敗 勝率.378
- 現役在位：35場所
- 幕内在位：3場所

### 場所別成績
| 1939年 （昭和14年） | x                       | x               | （前相撲）          | x                   |
| 1940年 （昭和15年） | （前相撲）              | x               | 東序ノ口12枚目 3–5  | x                   |
| 1941年 （昭和16年） | 東序二段88枚目 5–3      | x               | 西序二段22枚目 5–3  | x                   |
| 1942年 （昭和17年） | 西三段目70枚目 5–3      | x               | 東三段目8枚目 4–4   | x                   |
| 1943年 （昭和18年） | 東三段目5枚目 7–1       | x               | 東幕下21枚目 4–4    | x                   |
| 1944年 （昭和19年） | 西幕下19枚目 3–5        | x               | 西幕下28枚目 2–3    | 東幕下32枚目 – 兵役 |
| 1945年 （昭和20年） | x                       | x               | x                   | 幕下 4–1            |
| 1946年 （昭和21年） | x                       | x               | x                   | 東幕下8枚目 2–5     |
| 1947年 （昭和22年） | x                       | x               | 西幕下21枚目 3–2    | 西幕下10枚目 4–2    |
| 1948年 （昭和23年） | x                       | x               | 西十両15枚目 7–4    | 東十両8枚目 7–4     |
| 1949年 （昭和24年） | 東十両3枚目 8–5         | x               | 西前頭20枚目 8–7    | 西前頭16枚目 3–12   |
| 1950年 （昭和25年） | 東十両筆頭 8–7          | x               | 東前頭22枚目 6–9    | 東十両3枚目 6–9     |
| 1951年 （昭和26年） | 西十両6枚目 8–7         | x               | 西十両5枚目 9–6     | 東十両2枚目 6–9     |
| 1952年 （昭和27年） | 東十両5枚目 5–10        | x               | 東十両10枚目 3–2–10 | 東十両16枚目 2–13   |
| 1953年 （昭和28年） | 東幕下10枚目 9–6        | 西幕下2枚目 3–5 | 東幕下5枚目 2–6     | 東幕下10枚目 2–6    |
| 1954年 （昭和29年） | 東幕下17枚目 引退 0–8–0 | x               | x                   | x                   |
| 各欄の数字は、「勝ち-負け-休場」を示す。 優勝 引退 休場 十両 幕下 三賞：敢=敢闘賞、殊=殊勲賞、技=技能賞 その他：★=金星 番付階級：幕内 - 十両 - 幕下 - 三段目 - 序二段 - 序ノ口 幕内序列：横綱 - 大関 - 関脇 - 小結 - 前頭（「#数字」は各位内の序列） |                         |                 |                     |                     |

### 幕内対戦成績
| 愛知山 | 1 | 1 | 朝若   | 1 | 0 | 大岩山     | 1 | 2 | 大熊   | 0 | 2 |  |  |  |
| 大蛇潟 | 0 | 2 | 甲斐錦 | 0 | 1 | 神錦(山口) | 0 | 2 | 清恵波 | 0 | 3 |  |  |  |
| 九州錦 | 1 | 1 | 国登   | 0 | 1 | 小坂川     | 1 | 1 | 琴ヶ濱 | 0 | 1 |  |  |  |
| 時津山 | 1 | 1 | 備州山 | 1 | 0 | 広瀬川     | 0 | 1 | 藤田   | 0 | 1 |  |  |  |
| 緑國   | 2 | 1 | 吉田川 | 1 | 0 | 若潮       | 2 | 0 | 若葉山 | 0 | 2 |  |  |  |

## 改名歴
- 小林（初土俵から1945年11月まで）
- 城東山（1946年11月）
- 大江戸（1947年5月から引退まで）

### 年寄遍歴
- 九重（1954年1月から1959年3月まで）
- 入間川（1959年3月から1988年11月停年まで）